# 1985 (szám)
Az 1985 (római számmal: MCMLXXXV) az 1984 és 1986 között található természetes szám.

## A matematikában
A tízes számrendszerbeli 1985-ös a kettes számrendszerben 11111000001, a nyolcas számrendszerben 3701, a tizenhatos számrendszerben 7C1 alakban írható fel.
Az 1985 páratlan szám, összetett szám, félprím. Kanonikus alakja 51 · 3971, normálalakban az 1,985 · 103 szorzattal írható fel. Négy osztója van a természetes számok halmazán, ezek növekvő sorrendben: 1, 5, 397 és 1985.
Középpontos négyzetszám.
Az 1985 harminchat szám valódiosztóösszeg-függvényeként áll elő, ezek közül a legkisebb az 5215.